# Néoxanthine
La néoxanthine (C40H56O4) est un caroténoïde, plus précisément un xanthophylle végétal. Elle est produite à partir de la violaxanthine ; chez Arabidopsis et la tomate, deux gènes différents sont impliqués dans cette étape,. Sous forme 9'-cis, elle est clivée pour donner l'apocaroténoïde xanthoxine, précurseur de l'acide abscissique. Elle joue un rôle spécifique dans la protection contre le stress photooxydatif.